# Platja de Santa Margarida (Sitges)
La platja de Santa Margarida és una platja natural situada al sud del municipi de Sitges (Garraf), entre la platja Cap de Grills, a llevant, i la platja de les Coves, a ponent, davant del club de golf Terramar, dins de l'espai agroforestal dels Colls i Miralpeix. Té una longitud de 389 metres i una amplada mitjana de 23 metres, formada per sorres gruixudes, graves i còdols. Hi poden entrar els gossos, acompanyats dels seus amos, durant tot l'any.